# Kyle Vander-Kuyp
Kyle Vander-Kuyp, född 30 maj 1971, är en friidrottare från Australien. Han deltog vid olympiska sommarspelen 1996 och olympiska sommarspelen 2000.